# John Alcock

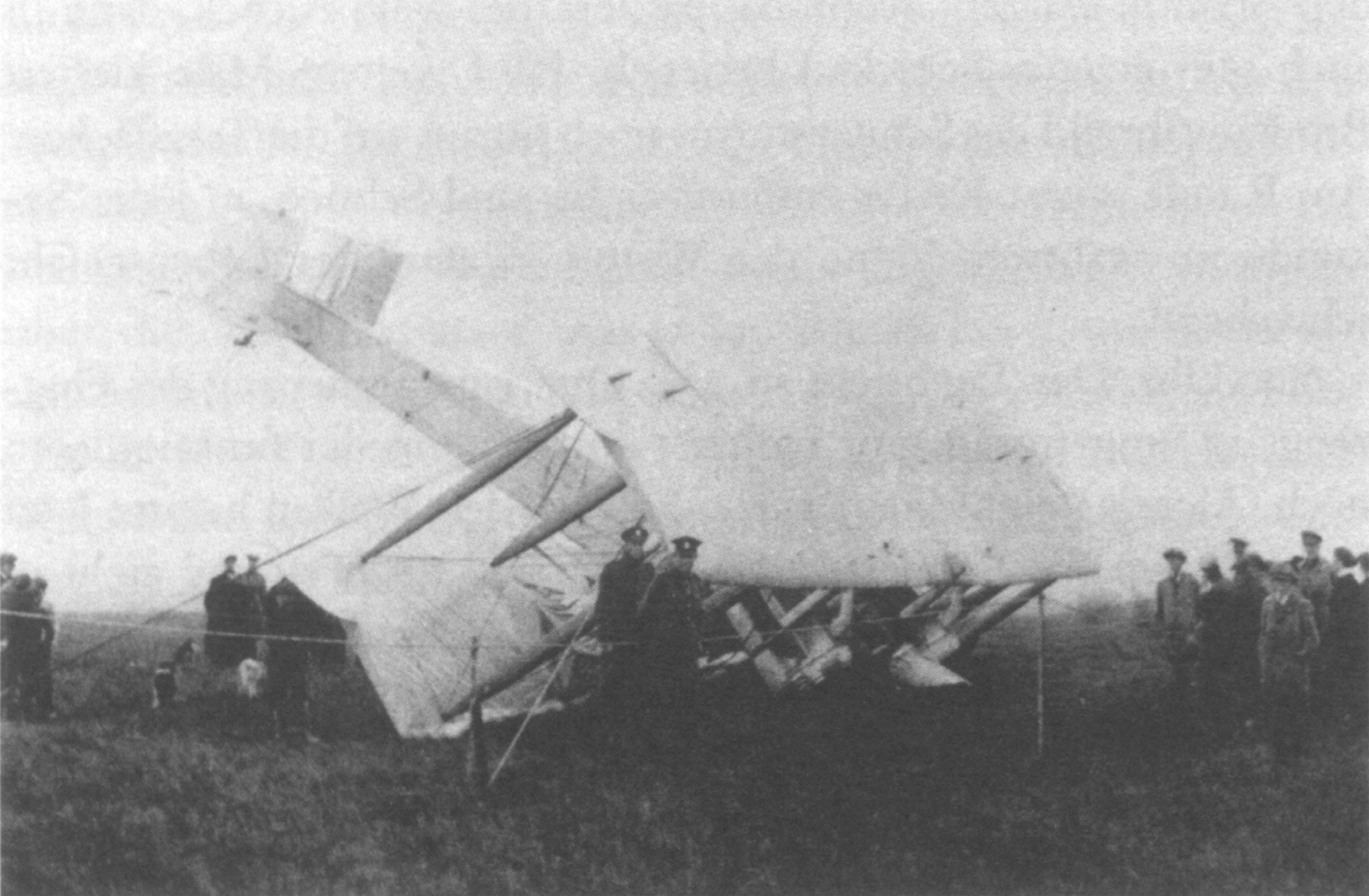
Destroços do acidente que vitimou Sir John Alcock.

Sir John William Alcock (Manchester, 5 de Novembro de 1892 – Rouen, 18 de Dezembro de 1919), foi um capitão da Royal Air Force que, juntamente com o tenente Arthur Whitten Brown, efectuaram o primeiro vôo transatlântico sem escalas, entre St. John's, Terra Nova, e Clifden, Connemara, na Irlanda. 

## Biografia
John William Alcock nasceu em Seymour, Old Trafford, em 5 de Novembro de 1892. O seu interesse pela aviação, terá começado aos dezassete anos de idade. Durante a 1ª Grande Guerra, foi aviador da RAF, tendo sido abatido num ataque aéreo, e feito prisioneiro na Turquia. Enquanto esteve na base aérea de Moudros, na Grécia, Alcock desenhou, e construiu, um avião de caça a partir de restos de outros aviões abatidos. Este avião foi designado por Alcock Scout.
Após o fim da guerra, Alcock decidiu continuar a sua carreira na aviação, e decidiu tentar o desafio de ser o primeiro a atravessar o Oceano Atlântico num avião. Partiu de St. John's, na Terra Nova, com Arthur Whitten Brown, à 1h e 45m, do dia 14 de Junho de 1919. Chegou a Connemara, na Irlanda, passadas 16 horas e 12 minutos, no dia 15 de Junho, depois de um voo de 3 186km. O voo foi feito a bordo de um avião bombardeiro, modificado, Vickers Vimy, e ganharam um prémio monetário de 10 000 libras, oferecido pelo jornal londrino Daily Mail.
Alguns dias depois, Alcock e Brown são nomeados cavaleiros, pelo rei Jorge V.
No dia 15 de Dezembro de 1919, Alcock presenciou a apresentação do Vickers Vimy à nação, no Museu da Ciência, de Londres. Três dias depois, durante um voo com um novo Vickers (Type 54 Viking) anfíbio, em direcção a Paris, Alcock despenha-se, devido ao nevoeiro, em Cote d'Everard, perto de Rouen. Morreu no local, antes da chegada da assistência médica.